# Курдюмов, Владилен Петрович
Владилен Петрович Курдюмов (род. 14 августа 1936) — советский хоккеист, защитник.

## Биография
В командах мастеров выступал за пермские клубы СК имени Свердлова / «Молот» (1954/55, 1957/58, 1959/60 — 1961/62, 1964/65 — 1965/66), «Урал» (1962/63), «Труд» (1963/64 — 1964/65).
В высшей лиге первенства СССР — классе «А» — играл в сезонах 1957/58, 1959/60 — 1961/62.